# جيان ويبر
جيان ويبر (بالفرنسية: Jean Weber)‏ هو ممثل فرنسي، ولد في 25 يناير 1906 بالدائرة التاسعة في باريس في فرنسا، وتوفي في 13 أكتوبر 1995 بنويي-سور-سين في فرنسا بسبب مرض.

## وصلات خارجية
- جيان ويبر على موقع IMDb (الإنجليزية)
- جيان ويبر على موقع روتن توميتوز (الإنجليزية)
- جيان ويبر على موقع ألو سيني (الفرنسية)
- جيان ويبر على موقع أول موفي (الإنجليزية)
- جيان ويبر على موقع قاعدة بيانات الفيلم (الإنجليزية)
- جيان ويبر على موقع كينوبويسك (الروسية)